# Hiroki Akino
Hiroki Akino (japanisch 秋野 央樹 Akino Hiroki; * 8. Oktober 1994 in Inzai) ist ein japanischer Fußballspieler.

## Karriere
Akino erlernte das Fußballspielen in der Jugendmannschaft von Kashiwa Reysol. Hier unterschrieb er 2013 auch seinen ersten Profivertrag. Der Verein spielte in der höchsten Liga des Landes, der J1 League. 2013 gewann er mit dem Verein den J.League Cup. Für den Verein absolvierte er 48 Erstligaspiele. 2017 wechselte er für zwei Spielzeiten auf Leihbasis zum Zweitligisten Shonan Bellmare. 2017 wurde er mit dem Verein Meister der zweiten Liga und stieg in die erste Liga auf. 2018 gewann er mit dem Verein den Ligapokal. Für den Verein absolvierte er 58 Ligaspiele. Im Februar 2019 wurde er von Shonan fest unter Vertrag genommen. Ende Juli 2019 wurde er für den Rest der Saison an den Zweitligisten V-Varen Nagasaki ausgeliehen. Nach der Ausleihe wurde er im Februar 2020 fest von dem Verein aus Nagasaki unter Vertrag genommen. Für Nagasaki bestritt er 105 Ligaspiele. Im Januar 2025 wechselte er in die erste Liga. Hier schloss er sich Avispa Fukuoka an.

## Erfolge
Kashiwa Reysol
- Japanischer Ligapokalsieger: 2013

Shonan Bellmare
- Japanischer Zweitligameister: 2017
- Japanischer Ligapokalsieger: 2018